# ジャンケンポン
『ジャンケンポン』は、1969年9月から2023年3月まで朝日小学生新聞に連載されていた泉昭二の4コマ漫画。新聞連載漫画の最多回数記録を持つ。
2009年9月に連載40周年を迎えた。
2011年4月23日、連載13,000回記念が朝日小学生新聞第1面で行われた。
2013年1月17日に第13,616回を掲載。加藤芳郎『まっぴら君』の13,615回を抜き、同一タイトルの新聞連載漫画として当時の史上最多回数記録を達成した
2016年12月15日には15,000回を達成し、同一タイトルによる日本の新聞連載漫画の最多回数記録を更新し続けていることが注目された。
2017年3月20日には、朝日新聞社は本作が「一つの4コマ漫画として最も多く発行された回数」としてギネス世界記録に認定されたことを発表した。
2018年、日本漫画家協会賞特別賞を受賞。
2018年3月26日に『ジャンケンポン』が第15,452回を達成した。4コマ漫画の連載最多記録は、東京新聞・中日新聞などに連載された『ほのぼの君』（佃公彦）が連載を終了した2008年3月8日の時点で総連載回数15,451回を長らく保っていたが、その記録を塗り替えた。
2020年8月31日付の掲載を最後に作者の都合上休載しており、過去作の再掲載となっている。
2021年1月1日から全面カラー化。
2022年1月29日付の1万6361回を最後に、泉の病気の治療のため、新作発表はストップし、過去の作品の中から「傑作選」を掲載。
2023年2月28日付の紙面にて、同年3月31日付で連載を終了することが、朝日小学生新聞から発表された。連載終了を発表後、現在の読者や元読者からは惜しむ声が多数寄せられたと報じている。3月31日、泉は読者への感謝のメッセージとして最後の新作を描き、「ジャンケンポン」は16,362話で完結した。1969年9月からの連載期間は、53年7か月という記録的長期にわたった。

## キャラクター
ジャン
三姉弟の姉
ケン
三姉弟のうち、ジャンの弟でポンの兄
ポン
三姉弟の弟
ミーヤ
ペットの猫
泉さん
作者自身
ほか多数

## 単行本
- 「ジャンケンポン 朝日小学生新聞連載まんが 昭和〜平成」（朝日学生新聞社、2013年2月13日発売）ISBN 4904826868 ※傑作選
  - ペーパーバック版（2019年11月発売）ISBN 4909876073